# Пунгіна
Пунгіна (рум. Punghina) — село у повіті Мехедінць в Румунії. Адміністративний центр комуни Пунгіна.
Село розташоване на відстані 251 км на захід від Бухареста, 45 км на південний схід від Дробета-Турну-Северина, 69 км на захід від Крайови.

## Населення
За даними перепису населення 2002 року у селі проживали 1486 осіб.
Національний склад населення села:
| Національність | Кількість осіб | Відсоток |
| -------------- | -------------- | -------- |
| румуни         | 975            | 65,6%    |
| цигани         | 511            | 34,4%    |

Рідною мовою назвали:
| Мова      | Кількість осіб | Відсоток |
| --------- | -------------- | -------- |
| румунська | 975            | 65,6%    |
| циганська | 511            | 34,4%    |